# Еліхіо Інсфран
Еліхіо Інсфран (ісп. Eligio Insfrán, нар. 27 жовтня 1935) — парагвайський футболіст, що грав на позиції нападника, за клуб «Гуарані» (Асунсьйон) і національну збірну Парагваю.
Брат-близнюк іншого гравця футбольної збірної Парагваю Елісео Інсфрана.

## Клубна кар'єра
На клубному рівні грав за команду «Гуарані» (Асунсьйон).

## Виступи за збірну
1955 року дебютував в офіційних матчах у складі національної збірної Парагваю. Протягом кар'єри у національній команді, яка тривала 9 років, провів у її формі 14 матчів, забивши 1 гол.
Був у заявці збірної на чемпіонат світу 1958 року у Швеції, однак на поле в іграх світової першості не виходив.

## Титули і досягнення
- Бронзовий призер Чемпіонату Південної Америки: 1959 (Аргентина)